# 波の数だけ抱きしめて
『波の数だけ抱きしめて』（なみのかずだけだきしめて）は、1991年に公開されたホイチョイ・プロダクションズ原作、中山美穂主演の日本映画。

## 概要
バブル期に制作・企画されたホイチョイ・プロダクション三部作のひとつであり、1982年の神奈川県・湘南にあるミニFM立ち上げにまつわる若者の青春群像劇である。モデルは、1983年に湘南に実在した海岸美化を訴えるために開局されたミニFMラジオ局「FM Banana」である（和歌山にある同名のコミュニティ放送とはまったくの無関係）。
作品公開前年の1990年、いわゆる湘南海岸一帯で開催されたSURF90に於けるイベント放送局のサーフ90エフエム「愛称：ジョーズFM、コールサイン：JOOZ-FM、周波数：76.3MHz」から、本作品中で76.3MHzが使用されている。
また、挿入歌としてJ.D.サウザーやネッド・ドヒニーなどのAORナンバーが使用された。このことから洋楽の使用許諾がなかなか得られなかったため、本作品は長らくDVD・BD化はされなかった。
登場人物の役名のうち、小杉正明と芹沢良明は、ホイチョイ・プロダクションのメンバーの名前を採用している（前者は『私をスキーに連れてって』でも用いられている役名）。
なお、当時はまだコミュニティ放送制度がなかったためミニFMは高い出力が出せたが、現在は厳しく制限されているため、構想同様のミニFMの運営は事実上不可能である。

## 登場人物・キャスト
田中真理子 - 中山美穂
都内のミッション系大学に通う女子大生。茅ヶ崎のサーフショップで小杉、裕子、芹沢とともにバイトしている。大手商社のロサンゼルス支店に赴任している両親の元へ引っ越そうとしている。
小杉正明 - 織田裕二
高校時代から真理子のことが好きだが、それをなかなか告白できずに迷っている。
芹沢良明 - 阪田マサノブ
自作のミニFM送信機を作るなどの無線マニアだが、女性には興味はない。
高橋裕子 - 松下由樹
田中、小杉、芹沢の高校時代の同級生。バイクや車の運転が下手、特に停車が苦手。
吉岡拓也 - 別所哲也
大手広告代理店に勤務。愛車のVWビートルカブリオレでデートしている所、偶然ミニFMでDJをしている真理子にひとめぼれをしてしまう。そんなとき、勤務先で専売公社のサムタイムの湘南キャンペーンを企画しており、真理子がやっている茅ヶ崎のミニFMと結び付けようと必死になる。
池本 - 勝村政信
吉岡の先輩社員。
その他：前田真之輔、吉田晃太郎、阿部由美子、石田悠里、松本圭未、岩沢幸矢・二弓（ブレッド&バター）、矢島健一、二瓶鮫一、森川数間　ほか

## スタッフ
- 製作:三ツ井康、相賀昌宏
- エグゼクティブプロデューサー:村上光一、堀口壽一
- プロデューサー:河井真也、茂庭善徳
- 原作:ホイチョイ・プロダクションズ
- 監督:馬場康夫
- 脚本:一色伸幸
- 時代考証：泉麻人
- 音楽:松任谷由実
  - 「心ほどいて」（アルバム『LOVE WARS』収録）
  - 「Valentine's RADIO」（アルバム『LOVE WARS』収録）
  - 「SWEET DREAMS」（アルバム『ダイアモンドダストが消えぬまに』収録）
  - 「真冬のサーファー」（アルバム『流線形'80』収録）
- 撮影:長谷川元吉
- 美術:山口修
- 照明:森谷清彦
- 録音:中村淳
- 編集:冨田功
- 音楽監督:杉山卓夫
- 洋楽コーディネイション：北澤孝
- DJ指導:ミック・ボンド
- 助監督:冨永憲治、岡田和則、八木潤一郎、辻裕之、島田明生、兼重淳
- 音響効果:柴崎憲治
- MA:東宝サウンドスタジオ
- フジテレビアソシエイツ（協力プロデューサー）:小牧次郎、石原隆、金光修
- ニッポン放送アソシエイツ（協力プロデューサー）:田中厳美、入江太乃士、近藤久晴、高橋正文
- プロデューサー補:林万美子
- 現像:東京現像所
- スタジオ:東宝スタジオ
- 製作協力:山田洋行ライトヴィジョン
- 特別協力:日本石油
- 協力:JT
- 配給:東宝
- 製作:フジテレビジョン、小学館

## 受賞
- 第15回日本アカデミー賞
  - 優秀助演女優賞（松下由樹）
  - 新人俳優賞（別所哲也）
  - 話題賞俳優部門（中山美穂）[4][5]

## 本作品で登場するアイテム
- ダットサントラック（720型） - バイト先で小杉がよく運転する。時代設定は1982年だが、登場する型は古くとも1983年以降のマイナーチェンジ後の型。また、1982年当時はドアミラーは違法だった。
- ヤマハ・ポップギャル - 裕子がノーヘルで乗るバイク。
- KENWOOD製カーオーディオ - ダットサントラックとVWカブリオレに装着。
- ナショナル・クーガー 2200 - レコード棚の上にアンテナカプラ付きで置かれている。
- ソニー・スカイセンサー 5900 - 小杉たちが電波の到達状況をチェックするために常用している。
- DENON・DP-1200 レコードプレーヤー
- SHURE・M44-7「DJカートリッジ」- レコードプレーヤー DP-1200に使用されている。出力レベルの大きさ、高耐久性、針飛びのしにくさが特徴で、DJ用として当時から定評があった。
- BOSE・1701 アンプリファイア - TEAC C-3X の上に置かれている。
- TEAC・C-3X カセットデッキ - 真理子がオリジナルのジングルをかけるシーン等で使用。
- TEAC・PA-7 コントロールアンプ - TEACとTANNOYが共同開発したArmoniaシリーズのコントロールアンプ。
- TASCAM・M-106 オーディオミキサー
- TASCAM・33-2 オープンリール
- ゼンハイザー・HD414 - 真理子がDJブースで使用するメインモニター。
- セイコー・セイコー 150mダイバー 4thモデル 7002-7000 オートマチック　小杉使用のダイバーズウォッチ。
- プリモ・ビール

## ロケ地
- 丸山町・千倉町（千葉県）
- 保土ヶ谷カトリック教会 - 冒頭の真理子の結婚式の会場として登場
- 博報堂（旧本社） - 吉岡卓也が勤務する大手広告代理店「博放堂」として登場、撮影当時は神田錦町にあったが、2009年に再開発により解体された。
- chp (California Hawaii Promotions Co.,Ltd) - サーフボードメーカー&サーフィン専門店。映画ではミニFM局のアンテナを設置する場面に登場。実際にロケが行われたのは、九十九里浜・一宮サーフポイント近くの「サーフショップChp千葉」
- 九十九電機 万世店
- 逗子マリーナ

## トリビア
- 冒頭のビートルが砂浜にスタックするシーンの直前に82年5月と字幕が出たのち、2人乗りの水上オートバイが映るが、当時はまだ二人乗りの水上オートバイは開発されておらず、ジェットスキーも1人乗りしか存在していなかった。
- 作品中では、中継器を200 - 300m毎に設置していく多段中継が機能しているように描かれているが、実際には不可能である。劇中のKIWIの周波数は、76.3MHzのみである。中継局の中継器が同じ76.3MHzを受信し、同周波数で送信したとすれば、中継器が送信した電波を中継器が受信してしまい、マイクをスピーカーに近づけたときに起こるハウリングと同様の状態となり、中継はできない[6]。中継を可能にするためには、2つ以上の周波数を用い、中継するごと受信、送信周波数を変えた運用であれば可能である。なお、KIWIの床に赤と青の丸に書かれた中継局の番号は、76.3MHzの他にもう1つの周波数を使っていた2つの周波数の使用をにおわせる。

## サウンドトラック『波の数だけ抱きしめて』
- ソニー・ミュージックエンタテインメントから1991年8月23日から発売された。映画で流れる10曲をフィーチャーしている。
- 品番 SRCS5566

1. J.D.サウザー / ユア・オンリー・ロンリー
2. TOTO / ロザーナ
3. バーティ・ヒギンズ (en:Bertie Higgins) / キー・ラーゴ
4. ネッド・ドヒニー (en:Ned Doheny) / 愛を求めて
5. ジョージ・デューク (George Duke) / シャイン・オン
6. ジェームズ・テイラー & J.D.サウザー / 憶い出の町
7. シェリル・リン (Cheryl Lynn) / イン・ザ・ナイト
8. カーラ・ボノフ (en:Karla Bonoff) / パーソナリィ
9. ラリー・リー (en:The Ozark Mountain Daredevils) / ロンリー・フリーウェイ
10. バーティ・ヒギンズ / カサブランカ

### プレゼントCD
- 当サントラとは別に日本石油が景品用に制作されたCDが存在した。こちらはKYOYAがDJとして参加している。
- 日本石油のプレゼント企画の内容は、サントラフルバージョンの半分くらいの楽曲であったが、他のプレゼント企画で用意されたサントラは10曲フルバージョンに、KYOYAがDJとして参加していて豪華な造りになっている。

### サントラ再発売
- 2010年にはサントラが再発売され（SICP2748）、1991年盤には収録されていなかったジョン・オバニオンの「僕のラヴ・ソング」やカラパナの楽曲、Kiwi-FMのジングルもボーナストラックとして収録されている。

## 関連商品
VHS
- 『波の数だけ抱きしめて』（1992年6月19日）
- 『波の数だけ抱きしめて』（1999年10月6日）商品コードPCVG-10637

LD
- 『波の数だけ抱きしめて』（1992年6月19日）

DVD
- 『波の数だけ抱きしめて』（2010年6月25日）

Blu-ray Disc
- 『波の数だけ抱きしめて』（2010年6月25日）